# Griffon (carolingien)
Pour les articles homonymes, voir Griffon.
Griffon (appelé aussi Grippon, Grippo, Grifo ou Grypho), né vers 726 et mort en 753, est un prince carolingien, fils de Charles Martel, maire du palais d'Austrasie, de Neustrie et de Bourgogne et duc des Francs, et de sa seconde épouse, la princesse bavaroise Swanahilde.

## Biographie
Quand Griffon naît vers 726, son père, Charles Martel, est le maître des royaumes francs, et bat les Arabes à Poitiers. Sa mère, qui vient d'être épousée, est Swanahilde, une princesse agilolfinge, proche parente d'Hugobert et de Tassilon II, ducs de Bavière. Il a deux demi-frères aînés, Pépin le Bref et Carloman, nés de Rotrude, la première épouse de Charles Martel.
Bien que Charles Martel ait prévu de ne léguer les mairies de palais qu'à ses deux fils aînés, Swanahilde harcèle son mari pour que Griffon en ait une part, si bien que Charles accepte à la fin de sa vie un partage en trois parts. Après la mort de son père, Griffon est écarté par ses deux demi-frères lors du partage fait à Vieux Poitiers (près de Poitiers) en 742. N’obtenant que des territoires épars, sa mère l'incite à la révolte en lui donnant l’espoir d’avoir tout le royaume. Il se réfugie sans délai dans la cité fortifiée de Laon et déclare la guerre à ses frères. Ceux-ci mobilisent rapidement une armée et après avoir entrepris le siège de Laon, obtiennent la soumission de Griffon. 
Griffon est interné à Novum Castellum (l’actuel Vaux-sous-Chèvremont près de Liège en Belgique) et sa mère Swanahilde est enfermée à l'abbaye de Chelles en Seine-et-Marne où elle reste prisonnière à vie,. En 747, Carloman se retire dans un monastère et Pépin libère Griffon, qui se réfugie en Saxe, puis en Bavière chez son oncle Odilon. À la mort de ce dernier, Griffon devient duc de Bavière, au détriment de Tassilon, le fils d'Odilon âgé de sept ans. Pépin, frère d'Hiltrude, la mère de Tassilon, rétablit son neveu dans ses droits et, voulant éviter la guerre, donne à Griffon Le Mans et plusieurs comtés neustriens, dont peut-être le comté de Paris. 
Dès que Pépin entreprend de renverser Childéric III, le dernier mérovingien, pour monter sur le trône, Griffon reprend la lutte contre Pépin. Il refuse à Pépin l'accès au Maine et s'allie avec les Bretons et avec Waïfre, duc d'Aquitaine. Au bout de deux ans de combat, Griffon, contraint de quitter l'ouest du royaume, décide de se rendre en Italie afin de se joindre au roi des Lombards Aistolf, le plus puissant adversaire de son frère. Mais en traversant les Alpes, Griffon trouve la mort en 753, tué par des hommes de Pépin à Saint-Jean-de-Maurienne en Savoie,.

## Union et enfants
Aucun document contemporain ne lui attribue spécifiquement d'épouse ou d'enfant, mais le Liber memorialis de l'abbaye de Remiremont, donnant une liste de Pippinides et de Carolingiens en rapport avec l'abbaye, fait apparaître entre Griffon et Pépin le Bref, un autre Griffon et un Carolus, lesquels pourraient être deux fils de Griffon.
Un Griffon est cité comme comte de Vexin en 790, mais il est difficile de le situer généalogiquement par rapport au fils de Charles Martel.